# Diseño instruccional
El diseño instruccional tiene una amplia historia en el campo de la educación formal e informal. Por tal motivo existen muchas definiciones de acuerdo con los ámbitos de aplicación que van desde el académico pasando por todos los rubros de la industria hasta el entrenamiento militar, por indicar algunas áreas.

## Definición
El diseño instruccional constituye un proceso sistémico cuyo objetivo es facilitar el aprendizaje autónomo de las personas o con una mínima intervención presencial de instructores y maestros. Para lograrlo articula contenidos, estrategias, actividades y recursos basados tanto en la ciencia de la educación como en la tecnología. Los diseñadores instruccionales toman en cuenta las distintas teorías de la enseñanza y el aprendizaje, conceptos de  la didáctica, la pedagogía y los avances tecnológicos en el campo de la IA, el software o los dispositivos informáticos, por señalar algunos componentes.
Mediante las distintas fases del diseño instruccional se pretende adecuar el proceso de enseñanza-aprendizaje a las  características del estudiante creando experiencias que maximicen el rendimiento. En este contexto se puede ejemplificar con la definición de George Siemens:

«El Diseño Instruccional es el arte y la ciencia de crear un ambiente de aprendizaje y materiales que llevarán al estudiante desde el estado de no saber, no sentir o no poder realizar ciertas tareas al estado de saber, sentir y poder realizar esas tareas. El Diseño Instruccional se basa en investigaciones teóricas y prácticas en las áreas de la cognición, la psicología educativa y la resolución de problemas.»

Para el buen desarrollo de un diseño instruccional es crucial conocer previamente:
- Los objetivos a alcanzar con el proceso de aprendizaje.
- Cuál va a ser el canal por el que se va a desarrollar la actividad educativa (presencialmente, semi-presencialmente, on-line sincrónico u on-line asincrónico).
- El contexto de los estudiantes; cuáles son sus actitudes y aptitudes, sus dificultades para aprender el contenido, y qué estrategias de motivación se van a utilizar.

Esta evolución, puede alterarse para adecuarse a distintas situaciones, temas, públicos y modelos de formación. Se pueden encontrar diversos subprocedimientos que se pueden utilizar durante todas las fases. Como es el caso de las aportaciones de Reigeluth, creadas para secuenciar el contenido, y que aportarían ayuda en la etapa del diseño al clasificar y fraccionar el contenido en diferentes elementos.
El diseño instruccional comenzó durante la Segunda Guerra Mundial, cuando un amplio número de psicólogos y educadores sumaron sus esfuerzos para diseñar materiales formativos y aplicar su conocimiento a la evaluación.
El diseño instruccional tuvo origen en la psicología conductista, que interviene en el diseño y sus ciencias. Al igual que ocurre en otros saberes relacionados con el diseño, los pasos generales en el diseño instruccional simbolizan una evolución sistemática empírica que da fruto a un producto eficiente y llamativo a la par. Aunque tiene origen en la rama del conductismo, en las tres últimas décadas, la psicología cognitiva ha predominado en el diseño instruccional.
El diseño instruccional es un proceso que define cómo tienen que relacionarse todos los elementos que configuran la acción formativa. El proceso de enseñanza-aprendizaje se lleva a cabo mediante la planificación y puesta en práctica del siguiente procedimiento:
- Análisis de las necesidades de aprendizaje y el entorno donde se manifiestan.
- Establecimiento de los objetivos de la formación.
- Selección de los recursos más adecuados teniendo en cuenta los procesos de aprendizaje.
- Desarrollo de los contenidos y las actividades.
- Seguimiento y diseño de la evaluación.

Asociado al diseño instruccional se encuentra el término diseño tecno-pedagógico, el cual da un enfoque más adecuado a las necesidades actuales y que se aleja de la concepción prescriptiva y conductista tradicionales.
Particularmente en la modalidad de educación a distancia “los modelos de diseño instruccional (DI) han ido de la mano de las teorías de aprendizaje y del avance de las tecnologías de la información y la comunicación” y se considera al DI como una disciplina auxiliar para la elaboración de ambientes virtuales de aprendizaje y para la producción de recursos didácticos digitales. 

## El diseñador instruccional
El diseño instruccional se entiende como aquello que le es propio a su oficio. Esto implica la existencia de un rol específico para el diseñador instruccional. Este rol responde a su participación dentro de un proceso macro (proyecto), si se puede llamar así, el cual tiene como propósito la generación de experiencias de aprendizaje, ya sea a través de cursos, lecciones, ambientes virtuales de aprendizaje, material educativo, etc.

## Principios
El diseño instruccional está sustentado por una serie de principios cognitivos. En primer lugar, la experiencia y conocimientos previos son relevantes y sobre ellos se fundamentarán los nuevos conocimientos, aprendizajes y destrezas. Para la consecución de los mismos, el estudiante fijará su atención en los problemas, auténticos, contextualizados y del interés de los alumnos, que se le plantean con el fin de encontrarles una solución.
Asimismo, el profesional de diseño instructional analizará el grado de complejidad de la información presentada y tomará las decisiones pertinentes sobre la forma en la que esta se va a presentar, puesto que el contexto y el uso de las emociones en el aprendizaje serán clave para la codificación de los nuevos conocimientos en la memoria a largo plazo. Mediante estas claves, el docente contribuirá a la construcción de modelos mentales robustos en sus alumnos.

## Planificación
Aunque se suele entender la planificación didáctica y el diseño instruccional como sinónimos, debido al proceso de reflexión que deben realizar los docentes, la planificación es la parte del diseño que tiene como objetivo fundamental preparar la enseñanza en concordancia con las especificaciones curriculares y las necesidades específicas del contexto educativo determinado. De este modo, el currículum se convierte en el documento base en el que nacen las directrices del proyecto instruccional que se pretende llevar a cabo, eso sí, dejando la suficiente libertad para que cada profesor pueda introducir su propio estilo de trabajo y modelo pedagógico.
Se trata, por lo tanto, de la fase "pre-activa" del diseño instruccional, que parte del currículum y la realidad concreta del alumnado, mediante el planteamiento de interrogantes y su resolución. Estos van encaminados a pensar qué material didáctico, métodos, estrategias, actividades y recursos deberá utilizar para que los estudiantes accedan a la información, la trabajen y aprendan, sobre la base de su situación personal y familiar, sus necesidades educativas y ritmos de aprendizaje, el contenido que se aborda, la teoría pedagógica en la que se sustentará la práctica, y las expectativas y los problemas iniciales que se detectan.
Dicha planificación va a resultar en lo que podemos denominar “diagnóstico”, sobre el cual se construye el diseño instruccional. Este diagnóstico permite plantear los objetivos o propósitos educativos, es decir, los aprendizajes que se pretende que el alumno logre durante el proceso educativo. Los propósitos pueden ser mínimos, generales o amplios, en función de los contenidos, aunque podemos dividirlos en propósitos de curso o de unidad. Estos objetivos se concretan con la evaluación, permitiendo al profesorado reconocer la evolución y progreso de los alumnos.

## Fases

Fases del diseño instruccional

Existen muchos modelos de procesos de diseño instruccional, pero la mayoría contienen los elementos básicos conocidos en inglés como ADDIE, un acrónimo de los pasos clave que se exponen aquí en español: Análisis, Diseño, Desarrollo, Implementación y Evaluación. 
Ciertos autores reportan y describen este modelo básico replanteándolo en encuadres "tecno educativos"
Fase de análisis: del alumnado, del contenido, del entorno. Se trata de una evaluación de las necesidades que permita identificar tanto el perfil del estudiante como las condiciones contextuales, que puedan incidir en el proceso de enseñanza-aprendizaje. Se debe tener en cuenta: 
- El problema y las metas de aprendizaje.
- El perfil de los involucrados.
- Análisis de la tarea.
- Tiempo disponible.
- Identificación de la solución de formación.
- Descripción de criterios de evaluación-medición de logro.
- Escoger los medios y el sistema de hacer llegar la información.
- Recursos disponibles y requeridos (financieros, humanos, materiales)

Fase de diseño: se desarrollará el programa atendiendo a ciertos principios didácticos acorde con la naturaleza epistemológica acerca de cómo se enseña y cómo se aprenden los contenidos. En esta fase es primordial: 
- Redactar los objetivos de la unidad o módulo.
- Diseñar el proceso de evaluación.
- Seleccionar los medios y sistemas para hacer llegar la información
- Determinar el enfoque didáctico general.
- Planificar la formación: decidir las partes y el orden del contenido,
- Diseñar las actividades del alumno
- Identificar los recursos pertinentes

Fase de desarrollo: se llevará a cabo el proceso que dará lugar a la producción de los materiales a utilizar dentro del diseño instruccional, los cuales ya se han establecido y mencionado en la fase anterior.
Fase de implantación e implementación: en la penúltima fase, el procedimiento a seguir consistirá en la puesta en práctica por parte del docente del Diseño Instruccional con los receptores, que serán los alumnos. El objetivo de ésta es, que los discentes comprendan los materiales a utilizar, así como los objetivos a conseguir propuestos en la fase precedente, realizando, gracias a ello, un intercambio de conocimiento.
Fase de evaluación: en esta fase la cuestión principal radica en evaluar cómo se ha llevado a cabo el proceso de instrucción, pero es muy importante tener en cuenta que, para que todo el proceso sea correcto, habrá que realizarla en todas las etapas mencionadas con el objetivo de comprobar que se han desarrollado correctamente.
Otras de las fases más utilizadas en el diseño instruccional son las establecidas en el modelo ASSURE, cuyas raíces teóricas parten del constructivismo, centrándose en las características específicas del estudiante, sus estilos de aprendizaje y potenciando su participación activa y comprometida en el proceso de enseñanza-aprendizaje. ASSURE está formado por seis fases:
1. Analizar las características de los estudiantes: identificar sus características y necesidades considerando los conocimientos previos, el nivel de estudios, competencias, edad, contexto, estilos de aprendizaje, inteligencias múltiples, etc.
2. Definición de objetivos didácticos: se determinan los resultados y el nivel que los estudiantes deben alcanzar al finalizar el curso.
3. Selección de medios y materiales: establecer la metodología del proceso de enseñanza-aprendizaje, identificar las TIC  y recursos digitales más adecuadas para el desarrollo del curso según las necesidades de los estudiantes.
4. Utilizar las estrategias, tecnologías, medios y materiales: aplicación y desarrollo del curso utilizando los recursos seleccionados en la etapa anterior. Verificación del curso antes de su implementación para comprobar el funcionamiento adecuado de los recursos y materiales didácticos que se pretenden utilizar.
5. Participación de los estudiantes: promover la participación activa de los estudiantes a través de estrategias que promuevan el trabajo colaborativo y cooperativo.
6. Evaluación y revisión de la implementación y resultados de aprendizaje: Reflexión sobre los resultados obtenidos y modificación del mismo si fuera necesario para una mejor calidad de la acción formativa.

## Modelos de diseño instruccional
Los modelos de diseño instruccional son estrategias que el profesorado emplea en el proceso de enseñanza y se encuentran fundamentados en las teorías del aprendizaje.
En la actualidad, existen más de cuarenta modelos de diseño instruccional. Estos han sido desarrollados con base a las necesidades de aprendizaje de los sujetos y los objetivos que persiguen. A continuación, se esbozan algunos de los más relevantes:
- Modelo de Dick y Carey: es considerado como el principal para la disciplina de la tecnología instruccional. Constituye un proceso sistémico que refiere a un conjunto de partes interrelacionadas que se dirigen a una meta definida y de cada uno de sus pasos depende la totalidad del sistema. Suele ser considerado de origen conductista y se aplica en contextos educativos y de capacitación. Sus principales ventajas radican en la evaluación de necesidades, la declaración de lo que se espera de los estudiantes, la organización de sus objetivos y la especificación, en su análisis instruccional y de los procedimientos que se aplican para lograr la meta. Por otro lado, se puede considerar que una de sus debilidades es la secuencialidad de sus elementos, porque si durante el proceso falla alguno, detiene todo el proceso, motivo por el que el tiempo invertido se incrementa; además no existe retroalimentación en cada paso del proceso, si no se constata que el modelo funciona hasta que se pone a prueba en su totalidad.
- Modelo de los Procedimientos de Interservicios para el Desarrollo de Sistemas Instruccionales: conocido por sus siglas en inglés como IPISD (Interservices Procedures for Instructional Systems Development), fue creado por Robert Branson, Gail Rayner, J. Lamar Cox, John P. Furman y Wallace H. Hannum, y hasta el momento ha sido utilizado por las fuerzas armadas de algunos países. Su principal ventaja es su probada efectividad y, por otro lado, su evaluación continua en cada fase. En cuanto a sus puntos débiles, debido probablemente a su empleo militar, no hay muchos civiles expertos que puedan aportar información al respecto.
- Modelo de Kemp, Morrison y Ross: este modelo es utilizado como herramienta de planeación en el currículum y contempla la evaluación continua y final. Incluye también la consideración de actividades en el contexto de metas, prioridades y limitaciones. Puede ser utilizado por los diseñadores de manera flexible ya que sus componentes no se encuentran conectados en forma lineal e inclusiva, de acuerdo al tipo de proyecto, pueden no requerirse los nueve elementos. Una de sus fortalezas es su construcción en etapas no necesariamente dependientes entre ellas, además de que permite al diseñador realizar cambios en el contenido, con la idea de mejorar cualquier parte endeble del programa; su debilidad es que una evaluación intermedia es más compleja y que si el diseñador no tiene siempre en mente el tema iniciado, no se cumple la meta.
- Modelo retrospectivo: La idea del diseño retrospectivo procede de Wiggins y McTighe y sugiere que las experiencias de aprendizaje deben planificarse teniendo en cuenta la evaluación final. Se empieza por el fin -los resultados deseados (objetivos o estándares)- y luego se deriva el plan de estudios a partir de las pruebas de aprendizaje exigidas por el estándar y la enseñanza necesaria para equipar a los estudiantes para su desempeño. Al comenzar con el fin en mente, los profesores pueden evitar el problema común de planificar hacia adelante de una unidad a otra, solo para encontrar que al final algunos estudiantes están preparados para la evaluación final y otros no. El diseño retrospectivo consta de tres etapas:[36]
  - Etapa 1: Identificar los resultados deseados.
  - Etapa 2: Determinar las pruebas de aprendizaje aceptables.
  - Etapa 3: Diseñar experiencias de aprendizaje e instrucción.
- Modelo ASSURE:[37] Nombrado así por sus siglas en inglés, fue desarrollado por Heinich, Molenda, Russel y Smaldino (1993), quienes incorporaron al modelo los eventos de instrucción de Robert Gagné para asegurar el uso efectivo de los medios en la instrucción. Este modelo se basa en la teoría constructivista, retomando las características del estudiante, y fomentando su participación activa y comprometida.  Las fases que considera son: análisis de los estudiantes,  establecimiento de objetivos de aprendizaje, selección de estrategias, tecnologías, medios y materiales; organización el escenario de aprendizaje, participación de los estudiantes, y evaluación y revisión de la implementación y resultados del aprendizaje.
- Modelo de Gagné. En este modelo, el autor, quien da nombre al modelo, sistematiza un enfoque que integra varios aspectos de las teorías de estímulos respuesta y de modelos de procesamiento de información. Gagné detalla diez funciones que deben cumplirse en la enseñanza para que un verdadero aprendizaje pueda tener lugar: estimular la atención y la motivación, aportar información sobre los resultados que se esperan obtener, estimular el recuerdo de los conocimientos y habilidades previas (las que sean esenciales y relevantes), presentar el material que se va a tratar, guiar, ordenar y estructurar el trabajo del discente, contribuir a que suceda la respuesta esperada provocándola, dotar al alumnado de un feedback, promover la generalización del aprendizaje, facilitar el recuerdo y por último, evaluar la realización de las actuaciones del alumnado. Briggs, complementa este modelo basándolo en el enfoque de sistemas, es decir, se centra en los diferentes niveles de sistema, curso, lección y sistema final, para llevar a cabo las diferentes fases del diseño instruccional.[38]
- Modelo de Jonassen (1999): Modelo constructivista que enfatiza el papel del alumnado en la construcción de su propio conocimiento, produciéndose el aprendizaje través de la resolución de problemas. Este modelo resalta el papel del aprendiz en la construcción del conocimiento. Este modelo apareció para resolver dudas que tenían tanto el alumnado como el profesorado por medio de preguntas, ejemplos y entendimiento mutuo.[39]
  - Se basa en el uso de la informática para el aprendizaje y en formar usuarios críticos que no sean pasivos en el proceso de aprender. Es interesante resaltar de este modelo la interacción directa entre estudiante y ordenador por medio de tutoriales promoviendo lo virtual y la flexibilidad horaria.[39]
  - Sus elementos principales son:
    1. Preguntas/casos/problemas/proyectos. Debe crearse un ambiente de pregunta o problema que el estudiante resuelva.
    2. Casos relacionados. Se observarán experiencias vividas por nuestros alumnos.
    3. Recursos de información. Será la información que necesita el estudiante para construir su aprendizaje.
    4. Herramientas de colaboración. El uso del ordenador para que los alumnos trabajen de forma grupal.[39]

- Modelo ADDIE, es un modelo de diseño utilizado por muchos diseñadores instruccionales para la enseñanza basada en la tecnología.[40]
  - ADDIE atendió a las siguientes fases, atendiendo al desglose realizado por Andrés Chiappe Laverde:[41]
    1. Análisis. El paso inicial donde se analiza al alumnado, al contenido y al entorno cuyo resultado será la descripción de una situación. Una vez que encontramos el problema en cuestión, se buscarán soluciones atendiendo a la diversidad del estudiante.
    2. Diseño. Se explica brevemente la población a la que va dirigida, el análisis instruccional, los objetivos, la realización de pruebas y el método empleado para la divulgación de información. Todos estos contenidos han de estar relacionados entre sí, puesto que las fases han de ser secuenciales. Para la obtención de esta secuencialidad, separamos las actividades propuestas en actividades centrales y actividades periféricas; siendo las primeras aquellas relacionadas directamente con los objetivos de aprendizaje, las competencias, metodologías, etc., y las segundas las que proporcionan una cohesión entre las fases del proceso de aprendizaje.[42]
    3. Desarrollo. Se crearán los contenidos que se consideraron  importantes, se crean materiales didácticos, cursos y dinámica de aprendizaje.
    4. Implementación. Los materiales que se usaron antes son empleados en un mundo real y se llevan a cabo los programas diseñados siguiendo un calendario previamente pactado. Ejecución y puesta en práctica de la acción formativa con la participación de los alumnos. En esta fase, se proponen una serie de estrategias para la promoción de un aprendizaje significativo, como puede ser: fomentar la participación del alumnado, dejar tiempo de asimilación, ofrecer retroalimentación constante, etc.
    5. Evaluación. Esta fase consiste en llevar a cabo la evaluación sumativa y formativa. Aquí evaluamos diversas dimensiones, como son la pedagógica (objetivos y actividades de aprendizaje y metodología didáctica), instruccional (calidad de los recursos aportados), técnica (uso de las tecnologías) y tutorial/docente (calidad de su trabajo).[43]

- Modelo de Miguel Rimari, este modelo de diseño instruccional está determinado por la consecución de las competencias a través del dominio de los contenidos conceptuales, procedimentales y actitudinales. Su estructura o los elementos que la componen están basadas en la conducción del aprendizaje como el momento de la motivación, momento básico, momento práctico, momento de evaluación y momento de extensión.[44]
- Modelo de James Popham, es el modelo que apoya al docente en la selección de actividades y se centra en la sistematización de la enseñanza valorada como un proceso gradual en el que se observa, se analiza y se evalúa. Hace una comparación entre el trabajo de un científico y el trabajo de un profesor. Explica que el docente parte de un conjunto de objetivos de aprendizaje, selecciona los instrumentos de evaluación más recomendados y los métodos y técnicas de enseñanza acordes con los objetivos que queremos perseguir.[45]
- Modelo Gracia y Dorrego: Modelo que recoge información sobre faltas de material y maneja  evaluación para estudiantes con la necesidad de conocer preguntas como ¿Qué se evalúa? ¿Quiénes evalúan? ¿Cómo se analizan los resultados? Este  método sigue unos pasos o fases metodológicas que deben tenerse en cuenta para el proceso de diseño, producción, validación e implantación de las actividades de enseñanza y aprendizaje.

Estas fases pasarían por la evaluación del contexto, el análisis de las necesidades, el diagnóstico y el perfil.